# حوسبة شبكية

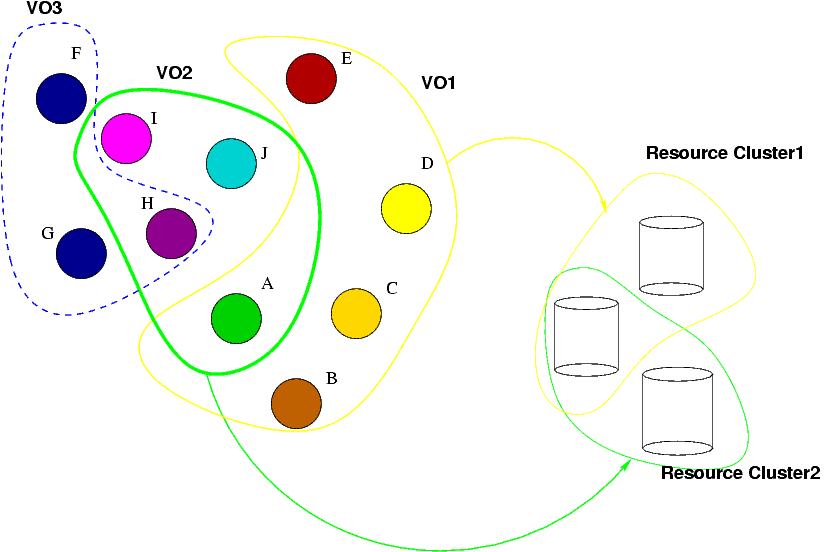

الحوسبة الشبكية (بالإنكليزية: Grid computing) هي شكل من أشكال الحوسبة الموزعة بموجبه حاسبات فائقة افتراضيه وتتألف من مجموعة من الشبكات، ، وتعمل بصورة متضافرة لأداء مهام كبيرة جدا.
هذه التقنية تطبق لحوسبة فائقة على العمليات العلمية والرياضية، وحل المشاكل والأكاديمية عن طريق التطوع الحاسوبي، ويستخدم في مشاريع تجارية متنوعة لهذه التطبيقات على النحو اكتشاف العقاقير، والتنبؤات الاقتصادية، والتحليل الزلزالي، وحساب البيانات لدعم التجارة الإلكترونية وخدمات الشبكة العالمية